# Lim Su-jeong (taekwondo)
Lim Su-jeong, née le 20 août 1986, est une taekwondoïste sud-coréenne.

## Palmarès

### Jeux olympiques
- Médaille d'or des −57 kg aux Jeux olympiques 2008 à Pékin, (Chine)

### Championnats du monde
- Médaille de bronze des −54 kg du Championnat du monde 2011 à Gyeongju, (Corée du Sud)
- Médaille d'or des −57 kg du Championnat du monde 2009 à Copenhague, (Danemark)